# Human Powered Health (vrouwenwielerploeg)/2023
Deze pagina geeft een overzicht van de vrouwenwielerploeg Human Powered Health Women in 2023.

## Algemeen
UCI-code: HPW
Teammanager: Ro De Jonckere
Ploegleiders: Joanne Kiesanowski, Andrew Bajadali, Jonas Carney, Kenny Latomme, Pat McCarty, Hendrik Redant, Clark Sheehan
Fietsmerk: Felt

## Renners
| Naam                    | Geboortedatum | Nationaliteit       | Ploeg 2022                           |
| ----------------------- | ------------- | ------------------- | ------------------------------------ |
| Alice Barnes            | 17-07-1995    | Verenigd Koninkrijk | Canyon//SRAM Racing                  |
| Nina Buysman            | 16-11-1997    | Nederland           |                                      |
| Henrietta Christie      | 23-01-2002    | Nieuw-Zeeland       |                                      |
| Ántri Christofórou      | 02-04-1992    | Cyprus              |                                      |
| Katie Clouse            | 04-08-2001    | Verenigde Staten    |                                      |
| Audrey Cordon-Ragot *   | 22-09-1989    | Frankrijk           | Trek-Segafredo                       |
| Mieke Kröger            | 18-07-1993    | Duitsland           |                                      |
| Makayla MacPherson      | 17-09-2003    | Verenigde Staten    |                                      |
| Barbara Malcotti        | 19-02-2000    | Italië              |                                      |
| Daria Pikulik           | 06-01-1997    | Polen               | ATOM Deweloper Posciellux.pl Wrocław |
| Marit Raaijmakers       | 02-06-1999    | Nederland           |                                      |
| Kaia Schmid             | 07-01-2003    | Verenigde Staten    |                                      |
| Marjolein van 't Geloof | 27-03-1996    | Nederland           | Le Col-Wahoo                         |
| Jesse Vandenbulcke      | 17-01-1996    | België              | Le Col-Wahoo                         |
| Lily Williams           | 24-06-1994    | Verenigde Staten    |                                      |
| Eri Yonamine            | 25-04-1991    | Japan               |                                      |

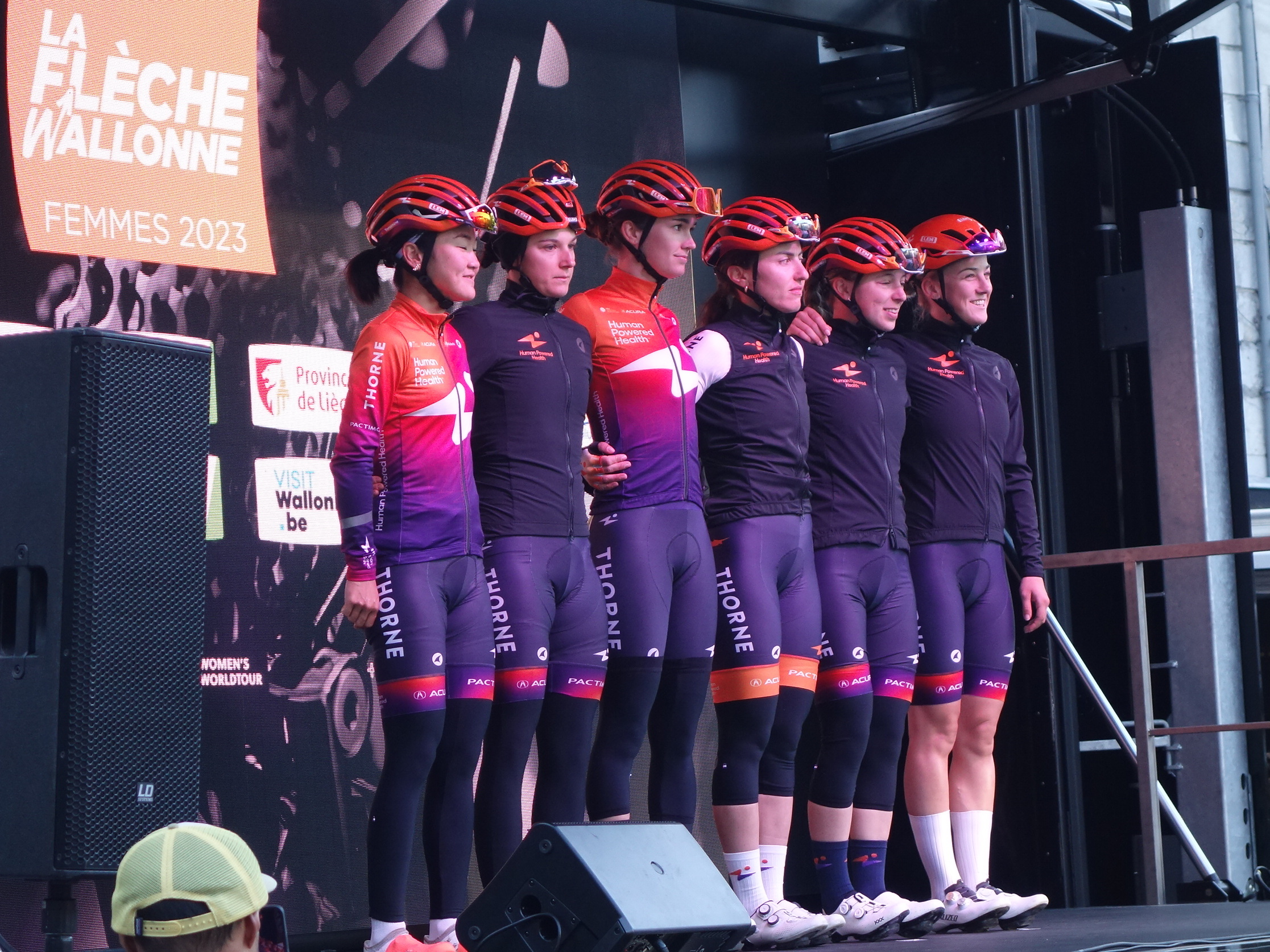
De ploeg in de Waalse Pijl 2023.

* vanaf 6 april; overgekomen van Zaaf Cycling Team

### Vertrokken
| Naam         | Geboortedatum | Nationaliteit | Ploeg 2023   |
| ------------ | ------------- | ------------- | ------------ |
| Evy Kuijpers | 15-02-1995    | Nederland     | Plantur-Pura |
| Olivia Ray   | 04-07-1998    | Nieuw-Zeeland | ?            |

## Overwinningen
| Nationale kampioenschappen wielrennen Cyprus - tijdrit: Ántri Christofórou Cyprus - wegwedstrijd: Ántri Christofórou Duitsland - tijdrit: Mieke Kröger Japan – wegwedstrijd: Eri Yonamine Tour Down Under 1e etappe: Daria Pikulik Jongerenklassement: Henrietta Christie | Aphrodite Cycling Race - ITT Ántri Christofórou Aphrodite Cycling Race - Women for future Ántri Christofórou Aphrodite Cycling Race - RR Jesse Vandenbulcke Ronde van Bretagne 4e etappe: Daria Pikulik | Konvert Koerse Daria Pikulik Tour de l'Ardèche 1e etappe: Daria Pikulik 3e etappe: Daria Pikulik 6e etappe: Barbara Malcotti Ronde van Guangxi Daria Pikulik |

Canyon-SRAM · DSM · EF Education-TIBCO-SVB · FDJ-SUEZ · Fenix-Deceuninck · Human Powered Health · Israel Premier Tech Roland · Jayco AlUla · Jumbo-Visma · Liv Racing TeqFind · Movistar · SD Worx · Trek-Segafredo · UAE Team ADQ · Uno-X
Mannen: 2020 ·2021 · 2022 · 2023
Vrouwen: 2020 · 2021 · 2022 · 2023 · 2024 · 2025